# BMW G11
El BMW G11 es la sexta generación del BMW Serie 7 se presentó el 10 de junio de 2015. El G11 y el G12 fueron los primeros vehículos de pasajeros de BMW en estar basados en la nueva plataforma BMW CLAR. Como el desarrollo se enfocó fuertemente en reducir el peso y aumentar la resistencia estructural, en la construcción del cuerpo se utilizó una combinación de polímero reforzado con fibra de carbono (CFRP), acero de alta resistencia y aluminio. La suspensión recibió muelles de aire en ambos ejes que son ajustables con amortiguadores electrónicos.

## Motorizaciones
| Periodo                        | 2016-presente                                             | 2016-presente                                                                              | 2015-presente                                             | 2015-presente                                   | 2016-presente                                    |
| Identificación del motor       | B48 B20                                                   | B48 B20                                                                                    | B58 B30                                                   | N63 TU2B44                                      | N74 TUB66                                        |
| Tipo de motor                  | L4 16v, inyección directa, turbo twin-scroll, intercooler | L4 16v, inyección directa, turbo twin-scroll, intercooler, motor eléctrico (113 CV, 83 kW) | L6 24v, inyección directa, turbo twin-scroll, intercooler | V8 32v, inyección directa, biturbo, intercooler | V12 48v, inyección directa, biturbo, intercooler |
| Diámetro x carrera             | 82.0 mm × 94.6 mm                                         | 82.0 mm × 94.6 mm                                                                          | 82.0 mm × 94.6 mm                                         | 89.0 mm × 88.3 mm                               | 89.0 mm × 88.3 mm                                |
| Cilindrada                     | 1998 cm³                                                  | 1998 cm³                                                                                   | 2998 cm³                                                  | 4395 cm³                                        | 6592 cm³                                         |
| Relación de compresión         | 10.2: 1                                                   | 10.2: 1                                                                                    | 11.0: 1                                                   | 10.0: 1                                         | 10.0: 1                                          |
| Potencia máxima: CV (kW) @ rpm | 258 CV (190 kW) @ 5000-6500                               | 258 CV (190 kW) @ 5000-6500                                                                | 326 CV (240 kW) @ 5500-6500                               | 450 CV (330 kW) @ 5500-6000                     | 610 CV (448 kW) @ 5500-6500                      |
| Par máximo: Nm @ rpm           | 400 Nm @ 1550-4400                                        | 400 Nm @ 1550-4400                                                                         | 450 Nm @ 1380-5000                                        | 650 Nm @ 2000-4500                              | 800 Nm @ 1550-5000                               |
| Tracción                       | Trasera                                                   | Trasera / Total (xDrive)                                                                   | Trasera                                                   | Trasera / Total (xDrive)                        | Total (xDrive)                                   |
| Transmisión                    | Automática, 8 velocidades                                 | Automática, 8 velocidades                                                                  | Automática, 8 velocidades                                 | Automática, 8 velocidades                       | Automática, 8 velocidades                        |
| Aceleración 0–100 km/h         | 6.3-6.2 s                                                 | 5.5-5.4 s                                                                                  | 5.6-5.5 s                                                 | 4.7 s                                           | 3.7 s                                            |
| Velocidad máxima               | 250 Km/h (Limitada electrónicamente)                      | 250 Km/h (Limitada electrónicamente)                                                       | 250 Km/h (Limitada electrónicamente)                      | 250 Km/h (Limitada electrónicamente)            | 250 Km/h (Limitada electrónicamente)             |
| Consumo combinado (L/100 km)   | 5.7-5.8                                                   | 2.1-2.2                                                                                    | 6.8-7.0                                                   | 7.9-8.3                                         | 12.8                                             |
| Normativa anticontaminación    | Euro 6                                                    | Euro 6                                                                                     | Euro 6                                                    | Euro 6                                          | Euro 6                                           |

| Periodo                        | 2015-presente                                              | 2015-presente                                                | 2016-presente                                                        |
| Identificación del motor       | B57 D30                                                    | B57 D30                                                      | B57 D30C                                                             |
| Tipo de motor                  | L6 24v, inyección directa, common-rail, turbo, intercooler | L6 24v, inyección directa, common-rail, biturbo, intercooler | L6 24v, inyección directa, common-rail, cuádruple turbo, intercooler |
| Diámetro x carrera             | 84.0 mm × 90.0 mm                                          | 84.0 mm × 90.0 mm                                            | 84.0 mm × 90.0 mm                                                    |
| Cilindrada                     | 2993 cm³                                                   | 2993 cm³                                                     | 2993 cm³                                                             |
| Relación de compresión         | 16.5: 1                                                    | 16.5: 1                                                      | 16.5: 1                                                              |
| Potencia máxima: CV (kW) @ rpm | 265 CV (195 kW) @ 4000                                     | 320 CV (235 kW) @ 4400                                       | 400 CV (294 kW) @ 4000-4400                                          |
| Par máximo: Nm @ rpm           | 620 Nm @ 2000-2500                                         | 680 Nm @ 1750-2250                                           | 760 Nm @ 2000-3000                                                   |
| Tracción                       | Trasera / Total (xDrive)                                   | Total (xDrive)                                               | Total (xDrive)                                                       |
| Transmisión                    | Automática, 8 velocidades                                  | Automática, 8 velocidades                                    | Automática, 8 velocidades                                            |
| Aceleración 0–100 km/h         | 6.2-6.1 s                                                  | 5.3-5.2 s                                                    | 4.7-4.6 s                                                            |
| Velocidad máxima               | 250 Km/h (Limitada electrónicamente)                       | 250 Km/h (Limitada electrónicamente)                         | 250 Km/h (Limitada electrónicamente)                                 |
| Consumo combinado (L/100 km)   | 4.5-5.0                                                    | 5.1-5.4                                                      | 5.7-5.9                                                              |
| Normativa anticontaminación    | Euro 6                                                     | Euro 6                                                       | Euro 6                                                               |

- Datos: Q20084075
- Multimedia: BMW G11 / Q20084075